# Herman Huls
Herman Frits Faas Huls (Amsterdam, 10 februari 1915 – Amstelveen, 2 april 1977) was een Nederlands organist en componist.
Hij was zoon van Frederik Johannes Huls en Maria Berendina Huls. Hij was getrouwd met Amelia Brands.
Hij kreeg zijn muziekopleiding aan de Rooms-Katholieke Kerkmuziekschool in Utrecht met docenten Caecilianus Huigens (orgel, piano) en Hendrik Andriessen (compositieleer). Hij werd in 1935 organist en dirigent te Nijmegen en vanaf 1945 idem te Deventer. Op latere leeftijd vestigde hij zich in Amstelveen. Van zijn hand verscheen een aantal werkjes met kerk- dan wel orgelmuziek, waaronder Missen en Thema met variaties voor orgel uit 1943. Hij schreef voorts de muziek voor de opera’s De viool van Cremona naar een libretto van Eugène Adolfs (1956) en De stukgedanste schoentjes (1959, voor kinderen). Hij schreef samen met Max Prick van Wely Over het orgel en de orgelmuziek in de serie De Muziek, dat in 1943 bij uitgeverij Kruseman uit Den Haag werd uitgebracht.
Zijn archief werd in 2016 ondergebracht bij het Nederlands Muziek Instituut.